# Francisco Fernández de la Cueva (viceré 1666)
Francisco Fernández de la Cueva Enríquez decimo duca di Alburquerque e marchese di Cuéllar (Genova, 17 novembre 1666 – Madrid, 1733) fu viceré della Nuova Spagna dal 27 novembre 1702 al 14 gennaio 1711.
Fernández de La Cueva raggiunse questa posizione dopo una carriera militare. Fu capitano generale del Regno di Granada e della costa dell'Andalusia.

## Biografia

### Amministrazione
Al suo arrivo a Veracruz fu informato della creazione di una stazione di posta francese che commerciava schiavi neri. I francesi avevano ricevuto una concessione decennale, ed il nuovo viceré approvò la concessione.
Giunse a Chapultepec nel novembre del 1702, facendo l'entrata formale a Città del Messico l'8 dicembre 1702. Fu un fervente sostenitore della monarchia borbonica e di re Filippo V, operando in Nuova Spagna per eliminare ogni scontento dovuto alla precedente monarchia asburgica.
L'amministrazione di questo viceré fu nota per i propri lussi e la magnificenza. Il 6 gennaio 1703 le guardie di palazzo apparvero per la prima volta con le divise francesi, con cappelli tricorni e tutto il resto. Questo attirò molta attenzione, e ben presto la moda di corte si adeguò al nuovo stile. Era una moda basata sul lusso, fortemente contrastata dalla povertà di buona parte del popolo.

### Politica militare
Fernández de La Cueva riparò ed espanse l'Armada de Barlovento (guardacoste) tanto che fu in grado di attaccare i pirati. Dedicò buona parte delle forze armate a cacciare inglesi ed olandesi dalla costa del Seno Mexicano (costa del Golfo del Messico). Inviò rinforzi e rifornimenti a Saint Augustine, Florida, assediata dagli inglesi. Confiscò le proprietà di inglesi ed olandesi, usandole per contrastarli. Protesse le nuove missioni gesuite della California.
Lavorò duro anche per fornire i finanziamenti ai Borboni impegnati nella guerra spagnola di successione. Chiese al clero di devolvere un decimo dei loro incassi al governo. L'arcivescovo si oppose con decisione. Quando l'incarico di Fernández de La Cueva fu allungato, per gratitudine diede alla corona 2 milioni di pesos. Per recuperare questi soldi mise in piedi metodi equivoci, quali la vendita di posizioni di governo. Furono talmente tanti i soldi dati alla corona che il governo della colonia si trovò impossibilitato a pagare molte forze di polizia ed altri impiegati. che furono licenziati.

### Crimini e ribellione
Nel 1701 fu fondato il Tribunal de la Acordada (letteralmente, Corte di Accordo). Ebbe questo nome in seguito ad una proposta accolta dall'Audiencia. Fu un'organizzazione di volontari che intendevano catturare e processare velocemente i banditi. Tra la sua creazione e l'inizio della guerra d'indipendenza messicana nel 1810, la Acordada emise 57500 verdetti contro 62850 accusati. Di questi 35058 furono liberati, 888 impiccati, 1729 frustati; 19410 furono condannati ad uno o due anni di prigione, e 263 a svolgere lavori pubblici; 777 furono banditi ed esiliati nei capi del nord, ed il resto rinviato ai giudici regolari. 340 morirono in ospedale e 1280 in prigione.
Nel 1704 il viceré soppresse una ribellione degli indiani Pima della Nueva Vizcaya, con metodi sanguinari. Gli indiani furono terrorizzati e sottomessi, ma a lungo andare si rivelò un pessimo risultato per la Spagna. Gli indiani divennero diffidenti e restii all'evangelizzazione ed all'integrazione nella società del Vicereame.
Nonostante i suoi errori Fernández de La Cueva aveva una reputazione di governatore affabile, moderato e capace che fu in grado di mantenere tranquillità e sicurezza nel vicereame. Lasciò il compito di governo al suo successore nel 1711, tornando in Spagna. Morì a Madrid nel 1733.

## Omaggi
- Il 12 ottobre 1709 fu fondata San Francisco de Cuéllar (ora diventata città di Chihuahua).
- Sempre nel 1709 fu eretta anche la chiesa di Santa María de Guadalupe.

## Ascendenza
|                                                                                     |                                                                             |                                                                       | Genitori                                                                    |  |  | Nonni |  |  | Bisnonni                                                       |  |  | Trisnonni                      |  |
|                                                                                     |                                                                             |                                                                       |                                                                             |  |  |       |  |  | 8. Beltrán III de la Cueva y Cardenas, VI duca di Alburquerque |  |  | 16. Diego de la Cueva y Toledo |  |
|                                                                                     |                                                                             |                                                                       |                                                                             |  |  |       |  |  | 8. Beltrán III de la Cueva y Cardenas, VI duca di Alburquerque |  |  | 16. Diego de la Cueva y Toledo |  |
|                                                                                     |                                                                             | 17. Maria de Castilla y Cardenas                                      |                                                                             |  |  |       |  |  | 8. Beltrán III de la Cueva y Cardenas, VI duca di Alburquerque |  |  |                                |  |
| 4. Francisco Fernández de la Cueva y Cueva, VII duca di Alburquerque                |                                                                             |                                                                       |                                                                             |  |  |       |  |  | 8. Beltrán III de la Cueva y Cardenas, VI duca di Alburquerque |  |  |                                |  |
|                                                                                     |                                                                             | 9. Isabel de la Cueva y Fernández de Córdoba                          | 18. Francesco Fernández de la Cueva y Téllez, IV duca di Albuquerque        |  |  |       |  |  |                                                                |  |  |                                |  |
|                                                                                     |                                                                             | 9. Isabel de la Cueva y Fernández de Córdoba                          | 18. Francesco Fernández de la Cueva y Téllez, IV duca di Albuquerque        |  |  |       |  |  |                                                                |  |  |                                |  |
|                                                                                     |                                                                             | 9. Isabel de la Cueva y Fernández de Córdoba                          | 19. Maria Fernández de Córdoba y Fernández de Córdoba                       |  |  |       |  |  |                                                                |  |  |                                |  |
| 2. Melchor Fernández de la Cueva y Enríquez de Cabrera, IX duca di Alburquerque     |                                                                             | 9. Isabel de la Cueva y Fernández de Córdoba                          |                                                                             |  |  |       |  |  |                                                                |  |  |                                |  |
|                                                                                     |                                                                             | 10. Luis Enríquez de Cabrera y Mendoza, IV duca di Medina de Rioseco  | 20. Luis Enríquez de Cabrera, III duca di Medina de Rioseco                 |  |  |       |  |  |                                                                |  |  |                                |  |
|                                                                                     |                                                                             | 10. Luis Enríquez de Cabrera y Mendoza, IV duca di Medina de Rioseco  | 20. Luis Enríquez de Cabrera, III duca di Medina de Rioseco                 |  |  |       |  |  |                                                                |  |  |                                |  |
|                                                                                     |                                                                             | 10. Luis Enríquez de Cabrera y Mendoza, IV duca di Medina de Rioseco  | 21. Ana de Mendoza y Mendoza                                                |  |  |       |  |  |                                                                |  |  |                                |  |
| 5. Ana Enríquez de Cabrera y Colonna                                                |                                                                             | 10. Luis Enríquez de Cabrera y Mendoza, IV duca di Medina de Rioseco  |                                                                             |  |  |       |  |  |                                                                |  |  |                                |  |
|                                                                                     |                                                                             | 11. Vittoria Colonna                                                  | 22. Marcantonio II Colonna, principe di Paliano                             |  |  |       |  |  |                                                                |  |  |                                |  |
|                                                                                     |                                                                             | 11. Vittoria Colonna                                                  | 22. Marcantonio II Colonna, principe di Paliano                             |  |  |       |  |  |                                                                |  |  |                                |  |
|                                                                                     |                                                                             | 11. Vittoria Colonna                                                  | 23. Felicia Orsini                                                          |  |  |       |  |  |                                                                |  |  |                                |  |
| 1. Francisco Fernández de la Cueva y de la Cueva, X duca di Alburquerque            |                                                                             | 11. Vittoria Colonna                                                  |                                                                             |  |  |       |  |  |                                                                |  |  |                                |  |
|                                                                                     | 12. Francisco Fernández de la Cueva y Cueva, VII duca di Alburquerque (= 4) | 24. Beltrán III de la Cueva y Cardenas, VI duca di Alburquerque (= 8) |                                                                             |  |  |       |  |  |                                                                |  |  |                                |  |
|                                                                                     | 12. Francisco Fernández de la Cueva y Cueva, VII duca di Alburquerque (= 4) | 24. Beltrán III de la Cueva y Cardenas, VI duca di Alburquerque (= 8) |                                                                             |  |  |       |  |  |                                                                |  |  |                                |  |
|                                                                                     | 12. Francisco Fernández de la Cueva y Cueva, VII duca di Alburquerque (= 4) | 25. Isabel de la Cueva y Fernández de Córdoba (= 9)                   |                                                                             |  |  |       |  |  |                                                                |  |  |                                |  |
| 6. Francisco Fernández de la Cueva y Enríquez de Cabrera, VIII duca di Alburquerque | 12. Francisco Fernández de la Cueva y Cueva, VII duca di Alburquerque (= 4) |                                                                       |                                                                             |  |  |       |  |  |                                                                |  |  |                                |  |
|                                                                                     |                                                                             | 13. Ana Enríquez de Cabrera y Colonna (= 5)                           | 26. Luis Enríquez de Cabrera y Mendoza, IV duca di Medina de Rioseco (= 10) |  |  |       |  |  |                                                                |  |  |                                |  |
|                                                                                     |                                                                             | 13. Ana Enríquez de Cabrera y Colonna (= 5)                           | 26. Luis Enríquez de Cabrera y Mendoza, IV duca di Medina de Rioseco (= 10) |  |  |       |  |  |                                                                |  |  |                                |  |
|                                                                                     |                                                                             | 13. Ana Enríquez de Cabrera y Colonna (= 5)                           | 27. Vittoria Colonna (= 11)                                                 |  |  |       |  |  |                                                                |  |  |                                |  |
| 3. Ana Rosalía Fernández de la Cueva y Díez de Aux                                  |                                                                             | 13. Ana Enríquez de Cabrera y Colonna (= 5)                           |                                                                             |  |  |       |  |  |                                                                |  |  |                                |  |
|                                                                                     |                                                                             | 14. Lope Díez de Aux y Armendáriz, I marquesa de Cadreita             | 28. Lope Díez de Aux y Armendáriz Castrejón                                 |  |  |       |  |  |                                                                |  |  |                                |  |
|                                                                                     |                                                                             | 14. Lope Díez de Aux y Armendáriz, I marquesa de Cadreita             | 28. Lope Díez de Aux y Armendáriz Castrejón                                 |  |  |       |  |  |                                                                |  |  |                                |  |
|                                                                                     |                                                                             | 14. Lope Díez de Aux y Armendáriz, I marquesa de Cadreita             | 29. Juana de Saavedra y Recalde                                             |  |  |       |  |  |                                                                |  |  |                                |  |
| 7. Juana Francisca Díez de Aux Armendáriz y Afán de Rivera, II marquesa de Cadreita |                                                                             | 14. Lope Díez de Aux y Armendáriz, I marquesa de Cadreita             |                                                                             |  |  |       |  |  |                                                                |  |  |                                |  |
|                                                                                     |                                                                             | 15. Antonia de Sandoval y Afán de Rivera, III contessa della Torre    | 30. Pedro Suárez de Castilla y Rivera                                       |  |  |       |  |  |                                                                |  |  |                                |  |
|                                                                                     |                                                                             | 15. Antonia de Sandoval y Afán de Rivera, III contessa della Torre    | 30. Pedro Suárez de Castilla y Rivera                                       |  |  |       |  |  |                                                                |  |  |                                |  |
|                                                                                     |                                                                             | 15. Antonia de Sandoval y Afán de Rivera, III contessa della Torre    | 31. Inés Enríquez de Tavera                                                 |  |  |       |  |  |                                                                |  |  |                                |  |
|                                                                                     |                                                                             | 15. Antonia de Sandoval y Afán de Rivera, III contessa della Torre    |                                                                             |  |  |       |  |  |                                                                |  |  |                                |  |